# ALL THE BEST
《ALL THE BEST 》（榮耀全精選）是日本組合化學超男子的首張精選輯。2006年11月22日發行。

## 解說
- 出道五週年、發表歌曲總數超過100首（包括混音歌曲）的紀念精選輯。A面、2A面、3A面所有單曲按發行時序收錄、並加上與Crystal Kay合作的歌曲《Two As One》以及再迎來松尾潔負責製作的新曲《Top of the World》[2]。
- 初回盤限定收錄演唱會「CHEMISTRY 2006 TOUR fo(u)r」的埼玉場次映像以及二人於節目AYASAN超男子《五花八門淺草橋》的選秀會精華片段的DVD。DVD內容並未有單獨發行計劃，而是收錄於其後單獨發行的藍光光碟中。CD歌詞本以不同顏色區分川畑與堂珍各自演唱的部分。
- 自《Hot Chemistry》以來約1年10個月的冠軍專輯[3]。

## 收錄曲

### Disc 1:2001-2003
1. PIECES OF A DREAM
第1張單曲
2. Point of No Return
第2張單曲
3. You Go Your Way
第3張單曲
4. 找尋著妳 〜New Jersey United〜
第4張單曲
5. FLOATIN'
第5張單曲
6. It Takes Two
第6張單曲「It Takes Two／SOLID DREAM／MOVE ON」的第一曲目。
7. SOLID DREAM
第6張單曲「It Takes Two／SOLID DREAM／MOVE ON」的第二曲目。
8. MOVE ON
第6張單曲「It Takes Two／SOLID DREAM／MOVE ON」的第三曲目。
9. My Gift to You / CHEMISTRY meets S.O.S.
第7張單曲
10. 回到未來
第8張單曲「回到未來／Us」的第一曲目。
11. Us
第8張單曲「回到未來／Us」的第二曲目。
12. YOUR NAME NEVER GONE
第9張單曲「YOUR NAME NEVER GONE／Now or Never／You Got Me」的第一曲目。
13. Now or Never / CHEMISTRY meets m-flo
第9張單曲「YOUR NAME NEVER GONE／Now or Never／You Got Me」的第二曲目。
14. You Got Me
第9張單曲「YOUR NAME NEVER GONE／Now or Never／You Got Me」的第三曲目。

### Disc 2:2004-2006
1. So in Vain
第10張單曲。本作為專輯《One×One》收錄的版本，歌曲結尾與單曲版本稍有不同。
2. mirage in blue
第11張單曲「mirage in blue／珍愛的人(Single Ver.)」的第一曲目。
3. 珍愛的人 (Single Ver.)
第11張單曲「mirage in blue／珍愛的人(Single Ver.)」的第二曲目。
4. Long Long Way
第12張單曲
5. 白色氣息
第13張單曲
6. 一路有你
第14張單曲
7. Wings of Words (Album Mix)
第15張單曲。本作為專輯《fo(u)r》收錄的版本。
8. almost in love
第16張單曲
9. Two As One / CHEMISTRY × Crystal Kay
Crystal Kay與化學超男子的的合作單曲，此版本收錄於《almost in love》中。
10. 約定的場所
第17張單曲
11. 遠影 feat. John Legend
第18張單曲
12. Top of the World
其後作為第19張單曲重發。

### DVD（初回盤限定）
「CHEMISTRY 2006 TOUR fo(u)r」埼玉公演場次
1. Opening Prologue
2. Here I am
3. 一路有你
4. 太過愛你
5. nothing
6. 淚水之後
7. almost in love
8. Two As One
9. Dance With Me
10. 心門
11. Running Away
12. JAM SESSION
13. Grind For Me
14. Change The World
15. Ordinary hero
16. C'EST LAVIE
17. FLOATIN'
18. 傳說的草原
19. Wings of Words
20. Two
21. PIECES OF A DREAM
22. believin'
23. for...
24. Ending Epilogue

特典映像
- ASAYAN超男子 五花八門淺草橋 選秀會精華

## 統計
| 榜單                               | 最高排名 | 銷量    | 在榜時數 |
| ---------------------------------- | -------- | ------- | -------- |
| Oricon日間專輯榜 (2006年11月22日)  | 1        | —       | 26週     |
| Oricon週間專輯榜 (2006年12月第1週) | 1        | 250,018 | 26週     |
| Oricon月間專輯榜 (2006年12月)      | 2        | 431,827 | 26週     |
| Oricon年間專輯榜 (2006年)          | 33       | 395,731 | 26週     |
| Oricon累積銷量                     | —        | 523,030 | 26週     |